# Amy (Oise)
Amy é uma comuna francesa na região administrativa de Altos da França, no departamento de Oise. Estende-se por uma área de 12,58 km². Em 2010 a comuna tinha 404 habitantes (densidade: 32,1 hab./km²).